# Rudy Callupe Gora
Rudy Edwin Callupe Gora (Cerro de Pasco, 11 de abril de 1973) es un economista y político peruano. Fue alcalde de la provincia de Pasco entre 2015 y 2018 y alcalde del distrito de Simón Bolívar entre 2011 y 2014.
Nació en Cerro de Pasco, Perú, el 11 de abril de 1972, hijo de Magno Callupe Baldeón y Margarita Gora Rivera. Cursó sus estudios primarios y secundarios en su ciudad natal. Entre 1991 y 1993 cursó estudios técnicos de electricidad en el INSTEP de Cerro de Pasco y, entre 1996 y 2000, cursó estudios superiores de economía en la Universidad Nacional Daniel Alcides Carrión.
Su primera participación política se dio en las elecciones municipales del 2002 cuando fue candidato a regidor del distrito de Simón Bolívar sin éxito. En las elecciones municipales del 2006 tentó su elección como alcalde de ese distrito por el Movimiento Nueva Izquierda sin obtener la represetnación. Fue elegiod para ese cargo en las elecciones municipales del 2010 y, en las elecciones municipales del 2014 fue elegido alcalde de la provincia de Pasco por el partido Solidaridad Nacional. Participó en las elecciones regionales del 2018 como candidato a gobernador regional de Pasco. Llegó a segunda vuelta y se enfrentó al entonces Alcalde Provincial de Oxapampa, Pedro Ubaldo Polinar quien terminó siendo elegido.